# Velestino
Velestino (Grieks: Βελεστίνο) is een stad in Magnesia, Thessalië, Griekenland. Het is de zetel van de gemeente Rigas Feraios en de stad bevindt zich op 120 meter hoogte.
De Griekse schrijver en revolutionair Rigas Feraios werd geboren in Velestino in 1757.

## Locatie
De stad bevindt op een heuvel aan de zuidoostelijke einde van de Thessalië, 17 km ten westen van Volos en 40 km ten zuidoosten van Larissa. Velestino heeft een treinstation aan de lokale lijn van Larissa naar Volos. De snelweg 1 (Athene-Larissa-Thessaloniki) loopt ten oosten van de stad.

## Geschiedenis
Velestino is gebouwd op de plaats van het oude Pherae. De oude nederzetting werd nog bewoond in de vroeg Byzantijnse tijd, maar werd verlaten na de Slavische invasies van de 7e eeuw.
De naam van huidige nederzetting - waarschijnlijk van Slavische oorsprong- komt voor het eerst voor in 1208 in een brief van paus Innocentius III. In ca.1213 viel de stad onder de bisschop van Gardiki, Bartholomew (Cardicensis episcopus et Valestinensis). Rond dezelfde tijd werd het ook een Grieks-orthodoxe bisschopszetel. In 1259 werd het onderdeel van de provincie (thema) Halmyros; in de jaren 1280 werd Velestino zelf vermeld als 'thema'. Er zijn heel weinig sporen van de middeleeuwse stad.
Tijdens het Ottomaanse Rijk heette Velestino Velestin en was het de zetel van een kaza binnen de Sanjak van Tirhala.
Met de rest van Thessalië werd Velestino in 1881 afgestaan aan Griekenland overeenkomstig de Conventie van Constantinopel.
Tijdens de Grieks-Turkse oorlog van 1897 werd hier de Slag bij Velestino uitgevochten.